# ماريو راميريز
ماريو راميريز (بالإنجليزية: Mario Ramírez)‏ هو لاعب كرة قاعدة أمريكي، ولد في 12 سبتمبر 1957 في Yauco, Puerto Rico ‏ في الولايات المتحدة، وتوفي بنفس المكان في 22 فبراير 2013.